# Элевсин (герой)
Элевсин (герой, Элевс, др.-греч. Ἐλευσίς) — персонаж древнегреческой мифологии. Герой, именем которого назван основанный им город. Сын Гермеса и Дайры, дочери Океана. По другой версии, сын Огига.
По версии, жена Котонея, сын Триптолем. Деметра лишила Элевсина жизни, так как он подсматривал за ней.